# Sackor
Sackor är en klan i Liberia.   Den ligger i regionen River Gee County, i den sydöstra delen av landet, 400 km öster om huvudstaden Monrovia.